# Aufsättigungsdosis
Als Aufsättigungsdosis oder Initialdosis (engl. loading dose) wird in der Pharmakologie diejenige Arzneimitteldosis verstanden, die ein Patient zu Beginn der Pharmakotherapie erhält. In der Regel ist die Aufsättigungsdosis höher als die Erhaltungsdosis des Arzneimittels. Mittels einer relativ hohen Aufsättigungsdosis soll ein therapeutisch wirksamer Plasmaspiegel des Arzneistoffes möglichst schnell erreicht werden. Die danach niedrigere Erhaltungsdosis dient der Aufrechterhaltung der angestrebten Plasmakonzentration des Arzneistoffes.